# 渡部哲男
渡部 哲男（わたなべ てつお、1979年11月29日 - ）は、日本競輪選手会・愛媛支部に所属する競輪選手。日本競輪学校第84期生。師匠は三木裕次（56期・引退）。

## 経歴
新田高等学校卒業後に84期生として入学した日本競輪学校では在校競走成績1位（78勝）。
2000年4月1日にホームバンクである松山競輪場でデビューし、初勝利も同日。同年12月29日に開催されたルーキーチャンピオンレース（立川競輪場）では、石毛克幸に次ぐ2着だった。
2年後の2002年のヤンググランプリ（立川）では、4角中位の位置から直線で鋭く伸びて優勝。翌2003年の日本選手権競輪（平塚競輪場）でGI初出場を果たす。
しかしGI、GIIでは苦戦続きで、上記の日本選手権以降、常時出場は果たすものの、3年あまりはこれといった実績を残すことができなかった。丁度その頃、渡部は吉岡稔真が主宰する「不動會」に入り、吉岡から練習等のアドバイスを仰いでいた。それが功を奏する形で、2005年3月に行われた地元の松山記念を制覇する。
翌2006年は大活躍の年となった。同年7月に行われた寬仁親王牌（前橋競輪場）で初のGI優出を決める（4着）。続く同年8月に開催されたふるさとダービー（富山競輪場）では、優勝した平原康多を鋭く追い詰め2着。また同年12月開催の全日本選抜競輪（いわき平競輪場）でも決勝へ進出した（8着）。
2007年は、寬仁親王牌で再び決勝へと駒を進め、優勝した小嶋敬二に続く2着に入った。また初代S級S班選手にも選出された。
2019年3月10日に松山競輪場で行われた「第69回金亀杯争奪戦（G3）」で、14年ぶりに地元記念を優勝（G3優勝は9年ぶり5回目）。